# Cyanallagma risi
Cyanallagma risi är en trollsländeart som beskrevs av De Marmels 1997. Cyanallagma risi ingår i släktet Cyanallagma och familjen dammflicksländor. Inga underarter finns listade i Catalogue of Life.